# Dimmi tu quando sei pronto per fare l'amore
Dimmi tu quando sei pronto per fare l'amore è un singolo delle cantautrici italiane Vale LP e Lil Jolie, pubblicato il 27 novembre 2024 come primo estratto dall'album in studio collaborativo Le ragazze della valle.
Il brano è stato presentato in concorso a Sanremo Giovani 2024, riuscendo a piazzarsi tra i finalisti e permettendo alle artiste di partecipare al Festival di Sanremo 2025 nella sezione delle "Nuove proposte", venendo eliminate nella semifinale della seconda serata del 12 febbraio.

## Descrizione
Il brano, scritto dalla stessa Vale LP con Francesca Calearo, in arte Madame, e Mario Cianchi, è prodotto da Enrico Dadone, in arte Cali Low, e Stefano Tartaglini, in arte Stabber.

## Video musicale
Il video musicale, diretto da Davide De Meo, è stato pubblicato in concomitanza all'uscita del brano attraverso il canale YouTube di Vale LP.

## Tracce
Testi di Valentina Sanseverino, Francesca Calearo e Mario Cianchi, musiche di Alessandro De Crescenzo, Enrico Dadone e Stefano Tognini.
1. Dimmi tu quando sei pronto per fare l'amore – 2:57

## Classifiche
| Classifica (2025) | Posizione massima |
| ----------------- | ----------------- |
| Italia            | 55                |